# Leibniz-Forschungsinstitut für Molekulare Pharmakologie
O Leibniz-Forschungsinstitut für Molekulare Pharmakologie (FMP) é um instituto de pesquisa da Associação Leibniz, focado nas proteínas como estruturas básicas dos organismos celulares. É uma das muitas instituições de pesquisa com sede em Berlim. O instituto está situado em um campus de pesquisa em Buch, um distrito do norte de Berlim. Legalmente, o FMP e outros sete Institutos Leibniz baseados em Berlim são representados pelo Forschungsverbund Berlin (Associação de Pesquisa de Berlim).
O instituto possui cerca de 270 funcionários, incluindo pesquisadores e funcionários administrativos.

## Áreas de Pesquisa

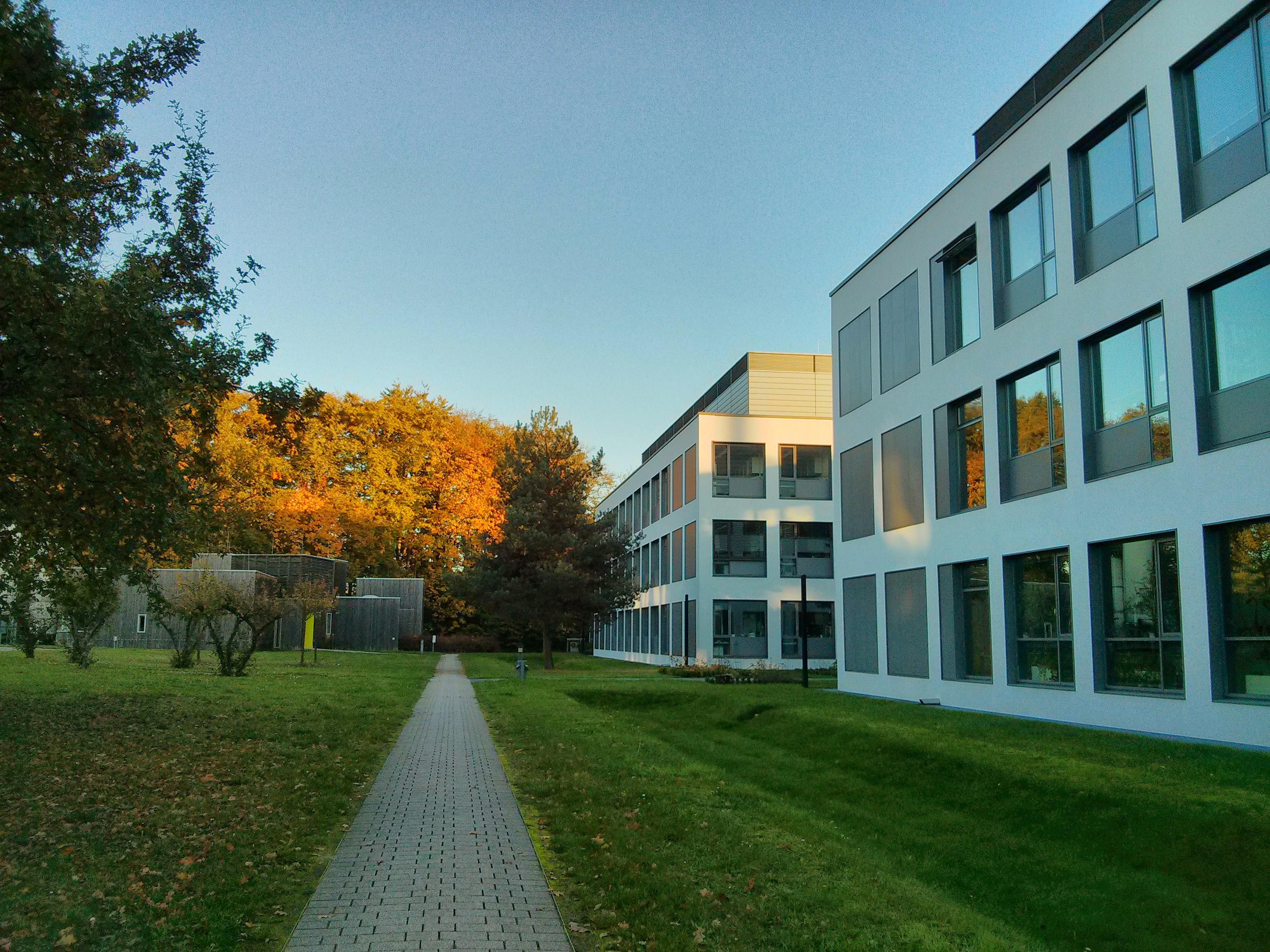
Exterior do norte da FMP Berlim em outubro de 2014

O Instituto concentra-se em pesquisas fundamentais em ciências da vida, com uma abordagem interdisciplinar baseada em química e biologia. O instituto está organizado em três departamentos sob o amplo guarda-chuva da farmacologia molecular:
- Fisiologia molecular e biologia celular
- Biologia estrutural
- Biologia química

## Colaborações
O instituto tem muitas colaborações com universidades e institutos de pesquisa nacionais e internacionais, além de empresas. Os parceiros de colaboração incluem:
- Universidade Livre, Berlim, Alemanha[3][4]
- Centro Max Delbrück de Medicina Molecular, Berlim, Alemanha[5][6]
- Laboratório Europeu de Biologia Molecular, Heidelberg, Alemanha[7]
- Escola de Medicina de Hannover, Hannover, Alemanha[8]
- Universidade de Potsdam, Potsdam, Alemanha
- Hospital para Crianças Doentes, Canadá
- Université Paris Diderot, França
- INSERM, França
- Universidade de Melbourne, Austrália[9][10]
- Universidade de Genebra, Suíça[11]
- Schering AG[12]

## Financiamento
O Instituto recebe financiamento central e externo. O financiamento principal (Grundfinanzierung) geralmente é dividido igualmente entre as contribuições federais e estaduais. Em 2012, o instituto teve uma receita total de 21 milhões de euros, excluindo as taxas da DFG.

## História
O instituto foi fundado em 1992 como sucessor do "Institut für Wirkstofforschung" (Instituto de Pesquisa de Materiais Ativos, também traduzido como Instituto de Pesquisa de Medicamentos), um Instituto da Academia de Ciências da RDA. O Institut für Wirkstofforschung foi fundado em 1977 por Peter Oehme, que também atuou como seu primeiro e único diretor, e tinha cerca de 230 funcionários. Após a reunificação da Alemanha, as instituições científicas passaram por um período de reajuste para alinhar as do antigo leste e oeste. Em 1991, o Conselho Alemão de Ciências e Humanidades (Wissenschaftsrat) recomendou a fundação de um instituto focado na área de farmacologia molecular que levou ao estabelecimento do instituto como é conhecido hoje.
O instituto estava originalmente localizado em Friedrichsfelde, no leste de Berlim, mas mudou-se para sua localização atual em Buch em 2000.
Desde a fundação do instituto, ele é membro da Associação Leibniz. O Instituto não possui um nome oficial em inglês, e o acrônimo "FMP" foi muito usado. A partir de 2006, o instituto recebeu o nome de Leibniz-Institut für Molekulare Pharmakologie (Instituto Leibniz de Farmacologia Molecular), embora o logotipo do instituto ainda contivesse a sigla "FMP". Em maio de 2017, ele foi renomeado para "Leibniz-Forschungsinstitut für Molekulare Pharmakologie" (Instituto de Pesquisa Leibniz para Farmacologia Molecular).

## Diretores do FMP
- 1996-2008: Walter Rosenthal
- 2009-2011: Hartmut Oschkinat (diretor interino)[17]
- 2012-presente: Volker Haucke
- 2015-presente: Dorothea Fiedler